# Лі-ван (Чжоу)
Лі-ван (кит. трад.: 厲王; піньїнь: Li) — 10-й ван з династії Чжоу у 877–841 роках до н. е. За його правління почався занепад династії Чжоу, який згодом привів до переносу столиці 771 року до н. е. та фактичного правління гегемонів-ба (див. Східна Чжоу).

## Життєпис
Походив з правлячого роду Цзі. Син Ї-вана, після смерті якого 878 року до н. е. зайняв трон Чжоу. На відміну від попередників намагався обмежити владу місцевої аристократії, яка мала на той час значні володіння. Спротив останніх спричинив репресії з боку Лі-вана. Водночас невдоволення знаті діями володаря проявилося в скасуванні щорічних обов'язкових візитів до столиці держави. Інші перестали підтверджувати присягу вірності вану. Зрештою об'єднані війська місцевих володарів захопили столицю Чжоу, скинули з трону Лі-вана, заславши того до місцевості Чжи (на території сучасної провінції Шаньсі).
У відповідності до чжоуських законів не було поставленого нового вана за життя ще живого. Тому було впроваджено регентство на чолі з Ґун-бо 共伯 на ім'я Хе («Бамбукові аннали» й «Історичні записи» інтерпретують ту подію як спільне регентство двох осіб, князів Чжоу і Шао). Помер Лі-ван у вигнанні 828 року до н. е. Владу успадкував його син Сюань-ван. Влада чжоуських володарів була істотно підірвана.